# Bouquet et Compagnie
Bouquet et Compagnie war ein französischer Hersteller von Automobilen.

## Unternehmensgeschichte
Das Unternehmen aus Courbevoie begann 1922 mit der Produktion von Automobilen. Der Markenname lautete Dalila. 1923 endete die Produktion.

## Fahrzeuge
Im Angebot standen kleine Sportwagen, die den Modellen von Amilcar und Salmson ähnelten. Es gab die Modelle 6,9 CV und 7,5 CV. Für den Antrieb sorgten Vierzylindermotoren von Ruby mit seitlichen Ventilen und wahlweise 903 cm³ oder 967 cm³ Hubraum. Die Fahrzeuge wurden auch bei Autorennen eingesetzt.